# Knjaževac (općina)
Općina Knjaževac (srpski: Општина Књажевац) je općina u Zaječarskom okrugu u istočnoj Srbiji. Središte općine je grad Knjaževac.

## Stanovništvo
Prema popisu stanovništva iz 2002. godine općina je imala 37.172 stanovnika,

## Administrativna podjela
Općina Knjaževac podjeljena je na jedan grad i 85 seoskih naselja.

## Vanjske poveznice
- Službena stranica općine